# Eupithecia mauvaria
Eupithecia mauvaria är en fjärilsart som beskrevs av Jones 1921. Eupithecia mauvaria ingår i släktet Eupithecia och familjen mätare. Inga underarter finns listade i Catalogue of Life.